# Johan Cornelis Wentink
Johan Cornelis Wentink (Schalkwijk, 17 september 1879 - Bloemendaal, 21 augustus 1960) was een Nederlandse architect.
Wentink stamde uit een geslacht waarin diverse leden vanaf de tweede helft van de 19e eeuw architect waren. Onder anderen zijn vader Egbertus Gerhardus Wentink (1843-1911) en zijn broer Egbertus Gerhardus Wentink (1874-1948) hadden dit beroep. 

## Bekende werken

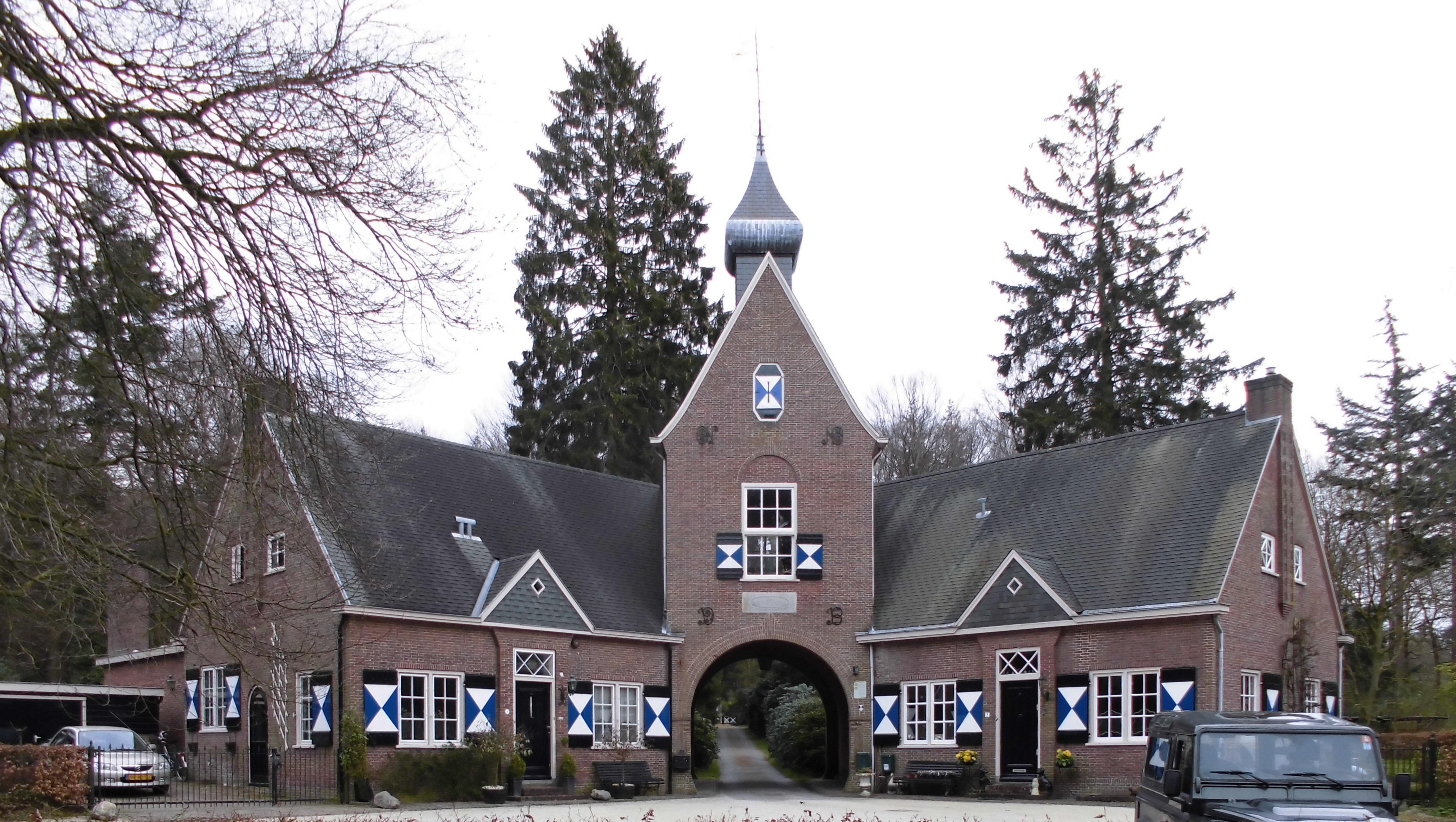
Poortgebouw van De Ruiterberg

- Herstel Hervormde kerk aan de Kalverstraat te Harmelen, 1901 (met zijn vader)
- Herbouw Hervormde kerk (gereed 1902) en toren (gereed 1907) van Monster na een brand
- Herbouw van het hoofdgebouw van de buitenplaats Broekhuizen, 1906 of later
- Villa aan de Amersfoortseweg 59-61 te Doorn, 1907
- Verbouwing van het raadhuis van de gemeente Bunnik, circa 1913
- Jachthuis en poortgebouw van de buitenplaats De Ruiterberg te Doorn, 1916-1917
- Vermoedelijk villa aan de Puntweg 7 te Kinderdijk, 1917-1917
- Uitbreiding Maartenskerk in Doorn, 1924